# Suchen & Zerstören II
Suchen & Zerstören II ist ein Mixtape des österreichischen Rapper Chakuza. Es wurde am 3. Dezember 2010 über D-Bos Musiklabel Wolfpack Entertainment veröffentlicht. Es stellt den Nachfolger zum ersten Teil Suchen & Zerstören dar, der 2006 über ersguterjunge erschien.

## Titelliste
1. Intro
2. Sorry
3. Teufelsgitarre
4. In Richtung All (feat. Vega)
5. Ich wünsche (feat. Marc Sloan)
6. Aber nix
7. Monster (Remix) (feat. Timid Tiger)
8. Nanana
9. Robocop tanzt (feat. Bizzy Montana)
10. Proletenwunder
11. Denk nicht nach (feat. David Asphalt)
12. Hier und da (feat. D-Bo)
13. Egal
14. Bei uns beiden (feat. Nyze)
15. Hellboy (feat. Marc Sloan)
16. Winterstürme (feat. David Asphalt)
17. Wixxa (feat. Jack Untawega)
18. Outro

## Produktion
Wie bei den vorherigen Alben wurde auch Suchen & Zerstören II größtenteils vom Produzententeam Beatlefield produziert, das aus DJ Stickle und Chakuza besteht. So stammen die Beats zu Sorry, Teufelsgitarre, In Richtung All, Ich wünsche, Aber nix, Monster (Remix), Robocop tanzt, Proletenwunder, Denk nicht nach, Hier und da, Egal, Bei uns beiden, Hellboy, Winterstürme, Wixxa und Outro von Beatlefield. Lediglich zwei Beats stammen nicht von den Österreichern; dabei handelt es sich um die Titel Intro und Nanana. Ersterer wurde von VTZ Beats produziert. Für die musikalische Untermalung von Nanana zeigte sich Flawlesstracks zuständig.
Das Mastering, die künstlichen Audionachbearbeitung, tätigte DJ Stickle im Beatlefieldstudio in Berlin.

## Gastbeiträge
Suchen & Zerstören II enthält insgesamt zehn Titel mit Gastbeiträgen von acht Musikern. Auf In Richtung All übernimmt Vega, Labelinhaber von Freunde von niemand, eine Strophe. Dabei handelte es sich um die erste Zusammenarbeit der beiden Rapper. Der Sänger Marc Sloan ist in den Refrains von den Titeln Ich wünsche und Hellboy zuständig. Die Kölner Band Timid Tiger ist als Featuring auf dem Titel Monster (Remix) vertreten. Ein weiterer Gastbeitrag ist auf Robocop tanzt vertreten, wo Bizzy Montana zu hören ist. Gemeinsamen nahmen Montana und Chakuza 2006 das Kollaboalbum Blackout auf. Weitere Unterstützung erhält der Linzer Rapper von David Asphalt bei den Titeln Denk nicht nach und Winterstürme. Mit seinem Ex-Labelpartner Nyze nahm Chakuza den Song Bei uns beiden auf, während er in Hier und da von D-Bo unterstützt wird. Zuletzt ist in Wixxa, einem Track komplett auf Mundart, Jack Untawega zu hören.

## Illustration
Auf dem Cover ist ein Bild Chakuzas zu sehen. Er ist in der linken Bildhälfte zu sehen und trägt ein schwarzes T-Shirt. Über seiner rechten Schulter hängt ein Kabel, in der linken Hand hält er ein Mikrofon. Quer darüber steht der Schriftzug Suchen & Zerstören 2. Links unten ist zudem das Logo von Chakuza abgebildet. Daneben sind weitere Mikrofone sichtbar. Der Hintergrund ist wie das gesamte Cover in den Farbtönen Schwarz und Rot gehalten.
Das Artwork wurde von Daniel Ihle gestaltet. Die Fotos wurden von DJ Stickle gemacht.

## Vermarktung
Zu Suchen & Zerstören II wurde kein Video veröffentlicht. Jedoch präsentierte Chakuza im Rahmen der Webserie Halt die Fresse den exklusiven Freetrack Halt deine Fresse. Dabei war auch Bizzy Montana im Video zu sehen. Dieser wurde später in einer neu gemischten Version zum kostenfreien Download angeboten. Ein weiterer Freetrack wurde zuvor über hiphop.de veröffentlicht. Gemeinsam mit David Asphalt nahm Chakuza den Song Hiphop.de Exklusiv 2010 auf. Zudem wurde der Exklusivtitel Eines Tages über 16 Bars ausgestrahlt.

## Kritik
Das Online-Magazin rappers.in bewertete das Mixtape mit vier von sechs Mikrofonen. Dabei wurden besonders die Beats (Die schmetternden Beats, die für ein wahres Schlachtfeld sorgen) gelobt. Thematisch hingegen bewege sich das Album auf einer battlewütigen oder auf einer "Die-Welt-kann-mich-mal"-depressiven Stimmung. Kritisiert wurden hingegen Stellen erwähnt, die schon zu experimentell oder gar gekünstelt wirken und die entsprechenden Songs dermaßen überladen, dass die Gesamtproduktion des jeweils einzelnen Titels leicht schwammig erscheint. Geteilt wurden hingegen die Gastbeiträge bewertet. Während Bizzy Montana und Vega überzeugen würden, seien die Featurings von David Asphalt und Jack Untawega Fehlgriffe. Zusammengefasst wurde Suchen & Zerstören, dass den vorherigen Veröffentlichung Chakuzas ähnele, jedoch experimenteller sei. Diese Experimente sind aber laut der Rezension zu wenig durchdacht und kommen zu oft vor.
Die Rap-Plattform rap.de beschrieb den Tonträger als ganz unbeschwertes und freies CD. Besonders die Beats, die sich zwischen den Genres Hip-Hop, Reggae, Rock und Electro bewegen und auffallend, kunterbunt und bemerkenswert seien, unterscheiden sich markant von den vorherigen Alben des Künstlers. Als Highlight des Albums wurde der Titel Robocop tanzt mit Bizzy Montana genannt.
Das Musikmagazin laut.de vergab Suchen & Zerstören II drei von fünf Sternen und lobte insbesondere die meisterhaften Beats. Neben den typischen Produktionen, in welchen grummelig wabernde Bässe regieren und Streicher schillern drohend, gebe es aber auch atypische Hip-Hop-Beats wie Nanana, In Richtung All, Robocop tanzt, Hellboy oder Monster (Remix).